# Rose Macaulay
Rose Macaulay (1er août 1881 – 30 octobre 1958) est une femme de lettres britannique connue principalement pour son dernier roman, Les Tours de Trébizonde (The Towers of Trebizond (en)), pour lequel elle reçut le prix James Tait Black dans la catégorie fiction en 1956.

## Biographie

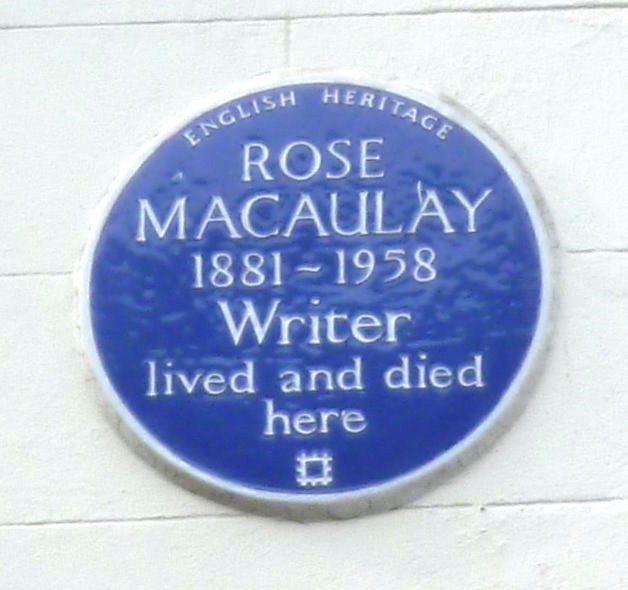
Blue Plaque

Elle fait ses études secondaires à la Oxford High School puis elle est étudiante au Somerville College de l'université d'Oxford.

## Distinctions
- 1957 : Dame commandeur de l'ordre de l'Empire britannique